# Центральное (Кыргызстан)
Центральное (кирг. Борбордук), прежде Арка-1 — село в Кыргызстане, на киргизско-таджикской границе. Село расположено к юго-западу от Таджикского Моря, граничит с таджикским городом Хистеварз. Административный центр Джаны-Джерского айылного аймака (Жаңы-Жер айылдык аймагы) в Лейлекском районе Баткенской области.
Мимо села проходит дорога Худжанд — Канибадам.
Место конфликта на киргизско-таджикской границе в 2021 году из-за территорий и водных ресурсов. Утром 30 апреля таджикистанские военные бульдозерами разрушили несколько домов в сёлах Арка и Борбордук.